# Junk Science
Junk Science — дебютный студийный альбом электронного дуэта Deep Dish, вышедший в 1998 году. Альбом достиг 37 места в хит-параде в Великобритании. В 1999 году к альбому в качестве EP вышел сборник бонус-треков (англ. Bonus tracks).

## Список композиций
Все треки выполнены Sharam и Dubfire, кроме тех, которые отмечены.
| №   | Название                                                | Длительность |
| --- | ------------------------------------------------------- | ------------ |
| 1.  | «Morning Wood»                                          | 2:19         |
| 2.  | «The Future of the Future» (Stay Gold) (featuring Watt) | 9:28         |
| 3.  | «Summer's Over» (featuring Morel)                       | 7:13         |
| 4.  | «Mohammad Is Jesus»                                     | 4:46         |
| 5.  | «Stranded»                                              | 7:09         |
| 6.  | «Junk Science»                                          | 3:55         |
| 7.  | «Sushi»                                                 | 7:51         |
| 8.  | «My Only Sin» (featuring Morel)                         | 4:04         |
| 9.  | «Monsoon»                                               | 6:50         |
| 10. | «Persepolis»                                            | 2:56         |
| 11. | «Revolving Door» (Love Songs)                           | 10:27        |
| 12. | «Mohammad Is Jesus» (In Dub)                            | 5:15         |
| 13. | «Wear the Hat» (featuring KRS-One)                      | 5:29         |